# Zeise (Familie)
Der Familie Zeise entstammten einige bedeutende Persönlichkeiten Norddeutschlands. 

## Geschichte
Die Familie geht zurück auf Christoph Friedrich Zeise (1622–1668), der aus Brzeg kam. Er erlernte in Danzig den Beruf des Goldschlägers, zog 1651 nach Kopenhagen und erwarb das dortige Bürgerrecht. Er hatte zwei Söhne, darunter Melchior Friedrich (1675–1753), der ebenfalls als Goldschläger tätig wurde. Dessen zweiter Sohn Johann (Hans) Christoph (1713–1763) arbeitete als Apotheker in Apenrade und hatte zwei Söhne, die denselben Beruf ergriffen. Zu seinen Enkeln gehörte William Christopher Zeise, dessen Sohn Johann Martin jedoch keine Kinder zeugte. Somit endete diese Linie des Mannesstammes.
Christoph Friedrich Zeise hatte einen jüngeren Sohn namens Carl Christian (1685–1756). Dieser arbeitete als Apotheker in Hadersleben und führte dort die Geschäfte seines Schwiegervaters Heinrich Helms fort. Sein jüngerer Sohn Christoph Friedrich (1720–1785) übernahm die Apotheke, heiratete, bekam jedoch keine Kinder. Der ältere Sohn Heinrich Zeise wirkte als Pastor an der Heiliggeistkirche von Altona. Er hatte dreizehn Kinder, von denen viele vor ihrem Vater starben. Der älteste Sohn Peter Theodor (1757–1812) hatte in Altona Erfolge als Kaufmann, verkaufte sein Unternehmen jedoch aufgrund gesundheitlicher Probleme schon 1795. Danach ging er nur seinen philanthropischen Interessen nach. Er arbeitete viele Jahre als einer der Provisoren des Reventlow-Stifts. 1799 gründete er das Altonaer Unterstützungs-Institut mit. Als dieses 1801 eine Sparkasse eröffnete, übernahm er bis Lebensende eine Stelle als Kassierer der Einrichtung. Peter Theodor starb kinderlos und ließ sein Vermögen mildtätigen Stiftungen zukommen.
Ein weiterer Sohn Heinrich Zeises war Carl Friedrich Zeise (1760–1813). Er arbeitete als Apotheker in Kellinghusen. Sein Sohn Heinrich Zeise (1793–1863) war wie der Vater Apotheker und gründete ein eigenes Unternehmen. Sein ältester gleichnamiger Sohn führte dieses fort und wurde auch als Dichter bekannt. Der Sohn Theodor Zeise eröffnete in Altona eine Maschinenfabrik. Seine Söhne Alfred (1861–1922) und Peter Theodor (1876–1950) übernahmen das Unternehmen und bauten es zu einem weltweit angesehenen Produzenten für Schiffsschrauben und Propeller aus. Theodor Zeise hatte vorgesehen, dass sein ältester Sohn Oskar (1860–1925) auch in dem von ihm gegründeten Unternehmen arbeiten sollte. Dieser folgte dem väterlichen Willen jedoch nicht und beendete ein naturwissenschaftliches Studium 1889 an der Universität Königsberg mit einer Promotion im Bereich der Geologie. Danach arbeitete er an der Preußischen Geologischen Landesanstalt in Berlin.
Theodor Zeises jüngste Tochter Olga Zeise (1864–1945) wirkte als Pianistin. Vor dem Ersten Weltkrieg war sie in Altona als Solistin aktiv. Sie schuf eigene Kompositionen, vorwiegend Lieder, Balladen und kleine Werke, die in Salons zu hören waren. Nahezu alle Stücke gab sie im Eigenverlag heraus.